# Home Nations Championship 1900
El Home Nations Championship de 1900 fou la divuitena edició del que avui dia es coneix com el Torneig de les Sis Nacions. Sis partits es van jugar entre el 6 de gener i el 17 de març del 1900. Els equips participants foren Anglaterra, Irlanda, Escòcia i Gal·les. L'equip gal·lès guanya el torneig per segona vegada, a més de guanyar tots els partits.

## Taula
| Posició | Nació      | Jocs  | Jocs       | Jocs     | Jocs   | Punts | Punts     | Punts      | Taula punts |
| Posició | Nació      | Jugat | Va guanyar | Dibuixat | Perdut | Per   | En contra | Diferència | Taula punts |
| ------- | ---------- | ----- | ---------- | -------- | ------ | ----- | --------- | ---------- | ----------- |
| 1       | Gal·les    | 3     | 3          | 0        | 0      | 28    | 6         | +22        | 6           |
| 2       | Anglaterra | 3     | 1          | 1        | 1      | 18    | 17        | +1         | 3           |
| 3       | Escòcia    | 3     | 0          | 2        | 1      | 3     | 12        | − 9        | 2           |
| 4       | Irlanda    | 3     | 0          | 1        | 2      | 4     | 18        | − 14       | 1           |

## Resultats
| Anglaterra | 3–13 | Gal·les | 6 de gener de 1900 {{{time}}} - - Gloucester |
|            |      |         | 6 de gener de 1900 {{{time}}} - - Gloucester |

| Gal·les | 12–3 | Escòcia | 27 de gener de 1900 {{{time}}} - - Swansea |
|         |      |         | 27 de gener de 1900 {{{time}}} - - Swansea |

| Anglaterra | 15–4 | Irlanda | 3 de febrer de 1900 {{{time}}} - - Richmond |
|            |      |         | 3 de febrer de 1900 {{{time}}} - - Richmond |

| Irlanda | 0–0 | Escòcia | 24 de febrer de 1900 {{{time}}} - - Dublin |
|         |     |         | 24 de febrer de 1900 {{{time}}} - - Dublin |

| Escòcia | 0–0 | Anglaterra | 10 de març de 1900 {{{time}}} - - Edimburg |
|         |     |            | 10 de març de 1900 {{{time}}} - - Edimburg |

| Irlanda | 0–3 | Gal·les | 17 de març de 1900 {{{time}}} - - Belfast |
|         |     |         | 17 de març de 1900 {{{time}}} - - Belfast |

## Sistema de puntuació
Els partits d'aquesta temporada foren decidit pels punts anotats. Un assaig va valer tres punts, mentre que convertir un gol llançat de l'assaig va donar dos punts addicionals. Un gol perdut i un gol des de la marca han valgut quatre punts. Els gols de penal han valgut tres punts.

## Partits

### Anglaterra vs. Gal·les
| Anglaterra        | 3 – 13 | Gal·les                                               | 6 de gener de 1900 {{{time}}} - - Kingsholm Gloucester Assistència: 15.000 espectadors Àrbitre: Adam Turnbull (Escòcia) |
| Assaig: Nicholson |        | Assaig: Hellings Trew Con: Bancroft (2) Pen: Bancroft | 6 de gener de 1900 {{{time}}} - - Kingsholm Gloucester Assistència: 15.000 espectadors Àrbitre: Adam Turnbull (Escòcia) |

 Anglaterra: Gamlin (Devonport Albion), S. Coopper (Blackheath), Gordon-Smith (Blackheath), A. Brettargh (Liverpool OB), Elliot Nicholson (Birkenhead Park), R. Cattell (Moseley) capt., G. Marsden (Morley), James Baxter (Birkenhead Park), A. Cockerham (Bradford Olicana), Wallace Jarman (Bristol), C. Scott (Cambridge Uni), F. Bell (Northern), Robert W. Bell (Cambridge Uni), S. Reynolds (Richmond), W. Cobby (Hull)
 Gal·les: Billy Bancroft (Swansea) capt., Llewellyn (Llwynypia), Dan Rees (Swansea), George Davies (Swansea), Billy Trew (Swansea), Lou Phillips (Newport), Llewellyn Lloyd (Newport), Bob Thomas (Swansea), Jere Blake (Cardiff), William Williams (Pontymister), Fred Miller (Mountain Ash), Alfred Brice (Aberavon), Jehoida Hodges (Newport), George Boots (Newport), Dick Hellings (Llwynypia)

### Gal·les vs. Escòcia
| Gal·les                                 | 12–3 | Escòcia       | 27 de gener de 1900 {{{time}}} - - St Helen's Swansea Assistència: 40.000 espectadors Àrbitre: A. Hartley (Anglaterra) |
| Assaig: Llewellyn (2) Nicholls Williams |      | Assaig: Dykes | 27 de gener de 1900 {{{time}}} - - St Helen's Swansea Assistència: 40.000 espectadors Àrbitre: A. Hartley (Anglaterra) |

 Gal·les: Billy Bancroft (Swansea) capt., Llewellyn (Llwynypia), Gwyn Nicholls (Cardiff), George Davies (Swansea), Billy Trew (Swansea), Lou Phillips (Newport), Llewellyn Lloyd (Newport), Bob Thomas (Swansea), Jere Blake (Cardiff), William Williams (Pontymister), Fred Miller (Mountain Ash), Alfred Brice (Aberavon), Jehoida Hodges (Newport), George Boots (Newport), George Dobson (Cardiff)
 Escòcia: H. Rottenburg (London Scottish), J. Crabbie (Edimburgh Acads), W. Morrison (Edimburgh Acads), Alec Boswell Timms (Edimburgh Uni), T. Scott (Langholm), Jimmy Gillespie (Edimburgh Acads), F. Fasson (London Scottish), John Dykes (London Scottish), G. Kerr (Edingburugh Wands), W. McEwan (Edinburgh Acads) T. Scott (Hawick), Mark Coxon Morrison (Royal HSFP) capt., F. Henderson (London Scottish), W. Thomson (West of Scotland), David Bedell-Sivright (Cambridge Uni)

### Anglaterra vs. Irlanda
| Anglaterra | 15–4 | Irlanda | 3 de febrer de 1900 {{{time}}} - - Athletic Ground Richmond Assistència: 10.000 espectadors Àrbitre: Graham Findlay (Escòcia) |
|            |      |         | 3 de febrer de 1900 {{{time}}} - - Athletic Ground Richmond Assistència: 10.000 espectadors Àrbitre: Graham Findlay (Escòcia) |

 Anglaterra: H. Gamlin (Devonport Albion), T. Robinson (Percy Park), Gordon-Smith (Blackheath), J. Taylor (Castleford), Elliot Nicholson (Birkenhead Park), J. Marquis (Birkenhead Park), G. Marsden (Morley), James Baxter (Birkenhead Park), J. Shooter (Morley), John Daniell (Cambridge Uni) cap., C. Scott (Cambridge Uni), H. Alexander (Birkenhead Park), Robert W. Bell (Cambridge Uni), S. Reynolds (Richmond), Alexander Todd (Blackheath)
 Irlanda: O'Brien-Butler (Monkstown), Gerry Doran (Lansdowne), C. Reid (NIFC), B. Allison (Queen's Uni), Edward Campbell (Monkstown), Louis Magee (Bective Rangers) cap., J. Ferris (Queen's Uni), F. Gardiner (NIFC), M. Ryan (Rockwell College), Samuel Irwin (Queen's Uni), C.E. Allen (Derry), P. Nicholson (Dublin U), Arthur Meares (Dublin U), J. Sealy (Dublin U), J. Coffey (Lansdowne)

### Irlanda vs. Escòcia
| Irlanda | 0–0 | Escòcia | 24 de febrer de 1900 {{{time}}} - - Lansdowne Dublin Assistència: 7.000 espectadors Àrbitre: A. Badger (Anglaterra) |
|         |     |         | 24 de febrer de 1900 {{{time}}} - - Lansdowne Dublin Assistència: 7.000 espectadors Àrbitre: A. Badger (Anglaterra) |

 Irlanda: Cecil Boyd (Dublin U), Gerry Doran (Lansdowne), B. Doran (Lansdowne), B. Allison (Queen's Uni), I. Davidson (NIFC), Louis Magee (Bective Rangers) capt., J. Ferris (Queen's Uni), F. Gardiner (NIFC), M. Ryan (Rockwell College), H. Irvine (?), C. Allen (Derry), P. Nicholson (Dublin U), T. Little (Bective Rangers), J. Sealy (Dublin U), J. Ryan (Rockwell College)
 Escòcia: H. Rottenburg (London Scottish), W. Welsh (Edimburg Acads), AR Smith (London Scottish), Alec B. Timms (Edimburg Uni), T Scott (Langholm), R. Nielson (West of Scotland FC), J.T. Mabon (Jed-Forest), John Dykes (London Scottish), G.C. Kerr (Edingburugh Wands), James Greenlees (Cambridge Uni), T. Scott (Hawick) capt., J. Campbell (Cambridge Uni), F. Henderson (London Scottish), W. Scott (West of Scotland), R Scott (Hawick)

### Escòcia vs. Anglaterra
| Escòcia | 0–0 | Anglaterra | 10 de març de 1900 {{{time}}} - - Inverleith Edimburg Assistència: 20.000 espectadors Àrbitre: Michael Delaney (Irlanda) |
|         |     |            | 10 de març de 1900 {{{time}}} - - Inverleith Edimburg Assistència: 20.000 espectadors Àrbitre: Michael Delaney (Irlanda) |

 Escòcia: H Rottenburg (London Scottish), W. Welsh (Edinburgh Acads), A. Smith (London Scottish), G. Campbell (London Scottish), T Scott (Langholm), R. Nielson (West of Scotland), Jimmy Gillespie (Edinburgh Acads), L. Bell (Edinburgh Acads), G. Kerr (Edinburgh Wands), W. McEwan (Edinburgh Acads), A. MacKinnon (London Scottish), Mark C. Morrison (Royal HSFP) capt., H. Smith (Watsonians), W. Scott (Edinburgh Acads), R. Scott (Hawick)
 Anglaterra: H. Gamlin (Devonport Albion), T. Robinson (Percy Park), Gordon-Smith (Blackheath), W. Bunting (Moseley), R. Forrest (Wellington), J. Marquis (Birkenhead Park), G. Marsden (Morley), James Baxter (Birkenhead Park), J. Shooter (Morley), John Daniell (Cambridge Uni) capt., A. Luxmoore (Richmond), H. Alexander (Birkenhead Park), Robert W. Bell (Cambridge Uni), S. Reynolds (Richmond), Alexander Todd (Blackheath)

### Irlanda vs. Gal·les
| Irlanda | 0–3 | Gal·les | 17 de març de 1900 {{{time}}} - - Belfast Àrbitre: Adam Turnbull (Escòcia) |
|         |     |         | 17 de març de 1900 {{{time}}} - - Belfast Àrbitre: Adam Turnbull (Escòcia) |

 Irlanda: J. Fulton (NIFC), E. Campbell (Monkstown), B. Doran (Lansdowne), B. Allison (Queen's Uni, Belfast), I. Davidson (NIFC), L. Magee (Bective Rangers) capt., J. Ferris (Queen's Uni), A. Meares (Wanderers), M. Ryan (Rockwell College), Samuel Irwin (Queen's Uni), C. Allen (Derry), P. Nicholson (Dublin U), T. Little (Bective Rangers), Thomas A. Harvey (Dublin U), J Ryan (Rockwell College)
 Gal·les: Billy Bancroft (Swansea) cap., Llewellyn (Llwynypia), Gwyn Nicholls (Cardiff), George Davies (Swansea), Billy Trew (Swansea), Lou Phillips (Newport), Selwyn Biggs (Cardiff), Bob Thomas (Swansea), Jere Blake (Cardiff), William Williams (Pontymister), Fred Miller (Mountain Ash), Alfred Brice (Aberavon), Jehoida Hodges (Newport), George Boots (Newport), Dick Hellings (Penygraig)